# Bulbophyllum trichromum
Bulbophyllum trichromum là một loài phong lan thuộc chi Bulbophyllum.